# 平野縫殿
平野 縫殿（ひらの ぬい、文化11年（1814年）8月 - 明治16年（1883年）12月3日）は、江戸時代末期（幕末）の下総佐倉藩の家老である。別名は重久、知秋。字は伯敬。弟に彌五郎（田中従吾軒）そして小永井五八郎。
文化11年（1814年）平野重美の家に生まれる。佐倉藩士の家柄であり、天保11年（1840年）からは江戸の昌平坂学問所で3年間を過ごした。帰郷後は藩主・堀田正睦に仕えて藩校・成徳館（現在の千葉県立佐倉高等学校の前身）の講師となり、そして教授にまで抜擢された。日米修好通商条約が調印された際には監察として同席。
将軍継嗣問題や条約勅許問題などで正睦が失脚し、堀田正倫が藩主になると、正倫の家老として仕えて藩政に参与する。慶応4年（1868年）1月の鳥羽・伏見の戦い後、正倫は上洛して新政府に対し、徳川氏の存続と徳川慶喜追討令の取消を嘆願するが、かえって新政府に捕らえられて京都に拘禁されてしまった。このため、佐倉藩は藩主不在という危機を迎えたが、縫殿は家老として冷静に対処し、新政府から大多喜藩に対して出兵するように命令が下されると、佐幕派などの過激な意見を抑えた上で大多喜出兵に応じ、藩の危機を救っている。
明治時代には佐倉藩史を編纂するなど、文化活動に貢献した。明治16年（1883年）に死去。享年70。大正4年（1915年）に正五位を追贈された。